# ESL One Katowice 2015
O ESL One Katowice 2015, também conhecido como Katowice 2015, foi o quinto Campeonato Major de Counter-Strike: Global Offensive, realizado de 12 a 15 de março de 2015, na Spodek Arena em Katowice, Polônia. Foi o primeiro Major de CS:GO de 2015. Foi organizado pela Electronic Sports League com o patrocínio da Valve. O torneio teve um prêmio total de US$ 250.000. A atual campeã era a Team EnVyUs, cuja equipe havia vencido o Major anterior sob o nome de Team LDLC.com. 
Fnatic foi o vencedor do evento depois de ganhar de 2-1 da equipe do Ninjas in Pyjamas.
A Keyd Stars se tornou o primeiro time brasileiro (e consequentemente sul-americano) a jogar um Major, tendo garantido a sua vaga derrotando a Team Dignitas nas qualificatórias presenciais do torneio.
O torneio foi transmitido online pelo site twitch.tv no canal oficial da ESL. Mais de 1 milhão de espectadores simultâneos acompanharam as grandes finais, quebrando o recorde para evento de CS:GO.

## Equipes
Classificadas como Lendas
- Team SoloMid[a]
- Fnatic
- Hellraisers
- Ninjas in Pyjamas
- Team EnVyUs[b]
- PENTA Sports
- Virtus.pro
- Natus Vincere

Classificadas como Desafiadoras
- Counter Logic Gaming
- LBG eSports
- Cloud9
- Vox Eminor
- Flipsid3 Tactics
- Keyd Stars[c]
- 3DMAX
- Titan

1. ↑  A equipe da Team Dignitas foi adquirida pela Team SoloMid.[3]
2. ↑  A Team EnVyUs adquiriu a equipe completa da Team LDLC.com.[4]
3. ↑  A equipe da KaBuM.TD foi adquirida pela Keyd Stars.[5]

## Elencos
| 3DMAX         | Cloud 9           | CLG          | Flipsid3 Tactics |
| ------------- | ----------------- | ------------ | ---------------- |
| stonde        | SEMPHIS           | TaRiK        | B1ad3            |
| KHRN          | seangares         | hazed        | markeloff        |
| natu          | n0thing           | reltuC       | bondik           |
| xartE         | shroud            | ptr          | DavCost          |
| disturbed     | Shahzam           | FNS          | WorldEdit        |
| Fnatic        | HellRaisers       | Keyd Stars   | LGB eSports      |
| KRiMZ         | kucher            | fer          | Polly            |
| olofmeister   | ANGE1             | zqk          | jkaem            |
| flusha        | AdreN             | Steel        | rain             |
| pronax        | Dosia             | boltz        | RUBINO           |
| JW            | flamiE            | FalleN       | zEVES            |
| Natus Vincere | Ninjas in Pyjamas | PENTA Sports | Team EnVyUs      |
| starix        | GeT_RiGhT         | kRYSTAL      | Happy            |
| seized        | friberg           | denis        | SmithZz          |
| GuardiaN      | allu              | nex          | kioShiMa         |
| Edward        | Xizt              | Spiidi       | shox             |
| Zeus          | f0rest            | Troubley     | NBK              |
| Team SoloMid  | Titan             | Virtus.pro   | Vox Eminor       |
| Karrigan      | Ex6TenZ           | byali        | Spunj            |
| cajunb        | RpK               | pasha        | topguN           |
| Xyp9x         | apEX              | Neo          | Havoc            |
| dupreeh       | Maniac            | Snax         | jks              |
| device        | kennyS            | TaZ          | AZR              |

## Fase de Grupos

### Grupo A
| Pos. | Equipe           | V | D | RV | RD | DR  |
| ---- | ---------------- | - | - | -- | -- | --- |
| 1    | Fnatic           | 2 | 0 | 32 | 10 | +22 |
| 2    | Natus Vincere    | 2 | 1 | 39 | 21 | +18 |
| 3    | Vox Eminor       | 1 | 2 | 22 | 34 | -12 |
| 4    | FlipSid3 Tactics | 0 | 2 | 4  | 32 | -28 |

### Grupo B
| Pos. | Equipe       | V | D | RV | RD | DR  |
| ---- | ------------ | - | - | -- | -- | --- |
| 1    | Team EnVyUs  | 2 | 0 | 32 | 22 | +10 |
| 2    | PENTA Sports | 2 | 1 | 35 | 32 | +3  |
| 3    | LGB eSports  | 1 | 2 | 36 | 35 | +1  |
| 4    | Titan        | 0 | 2 | 18 | 32 | -14 |

### Grupo C
| Pos. | Equipe               | V | D | RV | RD | DR  |
| ---- | -------------------- | - | - | -- | -- | --- |
| 1    | Ninjas in Pyjamas    | 2 | 0 | 32 | 16 | +16 |
| 2    | Keyd Stars           | 2 | 1 | 41 | 36 | +5  |
| 3    | Counter Logic Gaming | 1 | 2 | 31 | 46 | -15 |
| 4    | HellRaisers          | 0 | 2 | 26 | 32 | -6  |

### Grupo D
| Pos. | Equipe      | V | D | RV | RD | DR  |
| ---- | ----------- | - | - | -- | -- | --- |
| 1    | Virtus.pro  | 2 | 0 | 32 | 16 | +16 |
| 2    | TeamSoloMid | 2 | 1 | 46 | 34 | +12 |
| 3    | Cloud9      | 1 | 2 | 35 | 46 | -11 |
| 4    | 3DMAX       | 0 | 2 | 15 | 32 | -17 |

## Playoffs
O vencedor de cada grupo enfrentou o vice-campeão de um grupo diferente em cada partida das quartas de final.

### Esquema
|  | Quartas de final | Quartas de final  | Quartas de final |                   |    | Semifinais  | Semifinais | Semifinais |  |  | Final | Final | Final |  |
|  |                  |                   |                  |                   |    |             |            |            |  |  |       |       |       |  |
|  | A1               | Fnatic            | 2                |                   |    |             |            |            |  |  |       |       |       |  |
|  | A1               | Fnatic            | 2                |                   |    |             |            |            |  |  |       |       |       |  |
|  | B2               | PENTA Sports      | 0                |                   |    |             |            |            |  |  |       |       |       |  |
|  | B2               | PENTA Sports      | 0                |                   | A1 | Fnatic      | 2          |            |  |  |       |       |       |  |
|  |                  |                   |                  |                   | A1 | Fnatic      | 2          |            |  |  |       |       |       |  |
|  |                  |                   | D1               | Virtus.pro        | 0  |             |            |            |  |  |       |       |       |  |
|  | D1               | Virtus.pro        | D1               | Virtus.pro        | 0  | 2           |            |            |  |  |       |       |       |  |
|  | D1               | Virtus.pro        |                  |                   |    |             |            |            |  |  |       |       |       |  |
|  | C2               | Keyd Stars        | 1                |                   |    |             |            |            |  |  |       |       |       |  |
|  | C2               | Keyd Stars        | 1                |                   | A1 | Fnatic      | 2          |            |  |  |       |       |       |  |
|  |                  |                   |                  |                   |    |             |            |            |  |  |       |       |       |  |
|  |                  |                   | C1               | Ninjas in Pyjamas | 1  |             |            |            |  |  |       |       |       |  |
|  | B1               | Team EnVyUs       | C1               | Ninjas in Pyjamas | 1  | 2           |            |            |  |  |       |       |       |  |
|  | B1               | Team EnVyUs       |                  |                   |    |             |            |            |  |  |       |       |       |  |
|  | A2               | Natus Vincere     | 1                |                   |    |             |            |            |  |  |       |       |       |  |
|  | A2               | Natus Vincere     | 1                |                   | B1 | Team EnVyUs | 0          |            |  |  |       |       |       |  |
|  |                  |                   |                  |                   | B1 | Team EnVyUs | 0          |            |  |  |       |       |       |  |
|  |                  |                   | C1               | Ninjas in Pyjamas | 2  |             |            |            |  |  |       |       |       |  |
|  | C1               | Ninjas in Pyjamas | C1               | Ninjas in Pyjamas | 2  | 2           |            |            |  |  |       |       |       |  |
|  | C1               | Ninjas in Pyjamas |                  |                   |    |             |            |            |  |  |       |       |       |  |
|  | D2               | Team SoloMid      | 1                |                   |    |             |            |            |  |  |       |       |       |  |

## Classificação final
| Place   | Team                 | Prize money |
| ------- | -------------------- | ----------- |
| 1st     | fnatic               | $100,000    |
| 2nd     | Ninjas in Pyjamas    | $50,000     |
| 3rd–4th | Team EnVyUs          | $22,000     |
| 3rd–4th | Virtus.pro           | $22,000     |
| 5–8th   | Team SoloMid         | $10,000     |
| 5–8th   | Vivo Keyd            | $10,000     |
| 5–8th   | PENTA Sports         | $10,000     |
| 5–8th   | Natus Vincere        | $10,000     |
| 9–12th  | Vox Eminor           | $2,000      |
| 9–12th  | LGB eSports          | $2,000      |
| 9–12th  | Counter Logic Gaming | $2,000      |
| 9–12th  | Cloud9               | $2,000      |
| 13–16th | FlipSid3 Tactics     | $2,000      |
| 13–16th | Titan                | $2,000      |
| 13–16th | HellRaisers          | $2,000      |
| 13–16th | 3DMAX                | $2,000      |